# كويتشي ياماموتو (ممثل)
كويتشي ياماموتو (باليابانية: 山本耕一) (و. 1935 – م) هو ممثل، من اليابان، ولد في ميغورو، طوكيو.

## روابط خارجية
- كويتشي ياماموتو على موقع IMDb (الإنجليزية)
- كويتشي ياماموتو على موقع قاعدة بيانات الفيلم (الإنجليزية)